# ديسقوريا يابانية
ديسقوريا يابانية (الاسم العلمي:Dioscorea japonica) هي نوع من النباتات تتبع جنس الديسقوريا من الفصيلة الديسقورية.